# Нечірван Барзані
Нечірван Ідріс Барзані (курд. نێچیرڤان بارزانی‎, Nêçîrvan Îdrîs Barzanî; нар. 21 вересня 1966, Барзан, Ірак) — іракський курдський політичний діяч, прем'єр-міністр Регіонального Уряду Іракського Курдистану з березня 2006 по серпень 2009 і з березня 2012. Онук курдського національного героя Мустафи Барзані, син Ідріса Барзані і племінник нинішнього голови Демократичної партії Курдистану (ДПК) і президента Іракського Курдистану Масуда Барзані.
Після поразки Вересневого повстання 1961–1975 рр. Нечірван разом з родиною жив в Ірані. Навчався в середній школі в Кереджі (передмістя Тегерана), там само почав політичну діяльність в молодіжному відділенні ДПК — «Союзі учнівської молоді Курдистану». Батько нерідко брав його в свої дипломатичні поїздки по країнах Європи і Близького Сходу.
У 1984 році поступив на факультет політології Тегеранського університету, який залишив у 1987 році через несподівану смерть батька. З цього моменту цілком йде в політичну діяльність. З 1989 року — член ЦК ДПК. Після звільнення Курдистану восени 1991 року керує містом і районом Дахук.
З 1996 року — віце-прем'єр, з 1999 — прем'єр уряду ДПК в Ербілі. З березня 2006 по вересень 2009 року — глава об'єднаного (ДПК — Патріотичний союз Курдистану (ПСК)) Регіонального Уряду Іракського Курдистану (KRG).
На прем'єрській посаді активно сприяв економічному і соціальному розвитку Курдистану, який в його прем'єрство переживає економічний підйом. Зокрема, є автором програми розвитку інтернету в Курдистані; за його ініціативою було організовано широку мережу інтернет-кафе, щоб кожен житель міг мати доступ до мережі. При ньому здійснювалися і здійснюються масштабні проекти з розвитку комунальної сфери і залученню інвестицій: він — ініціатор недавно (2006) прийнятого закону, що представляє 10-річні податкові канікули іноземним інвесторам, розробник будівельних програм (елітний квартал Dream-city і та ділової центр Airport-city в Ербілі, Mass-media-city і т. д.).
Те, що він був практично безперечним кандидатом на посаду глави об'єднаного уряду, крім ділових якостей сприяли і особисті — рівний і спокійний, неконфліктний характер, який створив йому авторитет навіть серед супротивників ДПК.
На офіційному сайті Регіонального Уряду його ідеалом проголошується «світський, плюралістичний, демократичний уряд» і «вільний і процвітаючий Курдистан, що живе в мирі з собою і своїми сусідами».
Після формування нового кабінету КРГ у відставці, у 2010 році призначений заступником голови Демократичної партії Курдистану.
Крім рідної курдської, володіє перською, арабською і англійською мовами. Захоплюється перською і курдською поезією. Одружений, двоє дітей.